# Pristimantis atratus
Espèce
Synonymes
- Eleutherodactylus atratus Lynch, 1979

Statut de conservation UICN

 EN B1ab(iii) : En danger
Pristimantis atratus est une espèce d'amphibiens de la famille des Craugastoridae.

## Répartition
Cette espèce est endémique d'Équateur. Elle se rencontre dans les provinces de Zamora-Chinchipe, d'Azuay et de Morona-Santiago entre 2 195 et 3 400 m d'altitude sur le versant Est de la cordillère Orientale.

## Description
Les mâles mesurent de 17,4 à 24,0 mm et les femelles de 24,9 à 29,2 mm.

## Publication originale
- Lynch, 1979 : Leptodactylid frogs of the genus Eleutherodactylus from the Andes of southern Ecuador. Miscellaneous Publication, Museum of Natural History, University of Kansas, vol. 66, p. 1-62 (texte intégral).